# Flugplatz Bad Wörishofen-Nord

i7
i11
i13

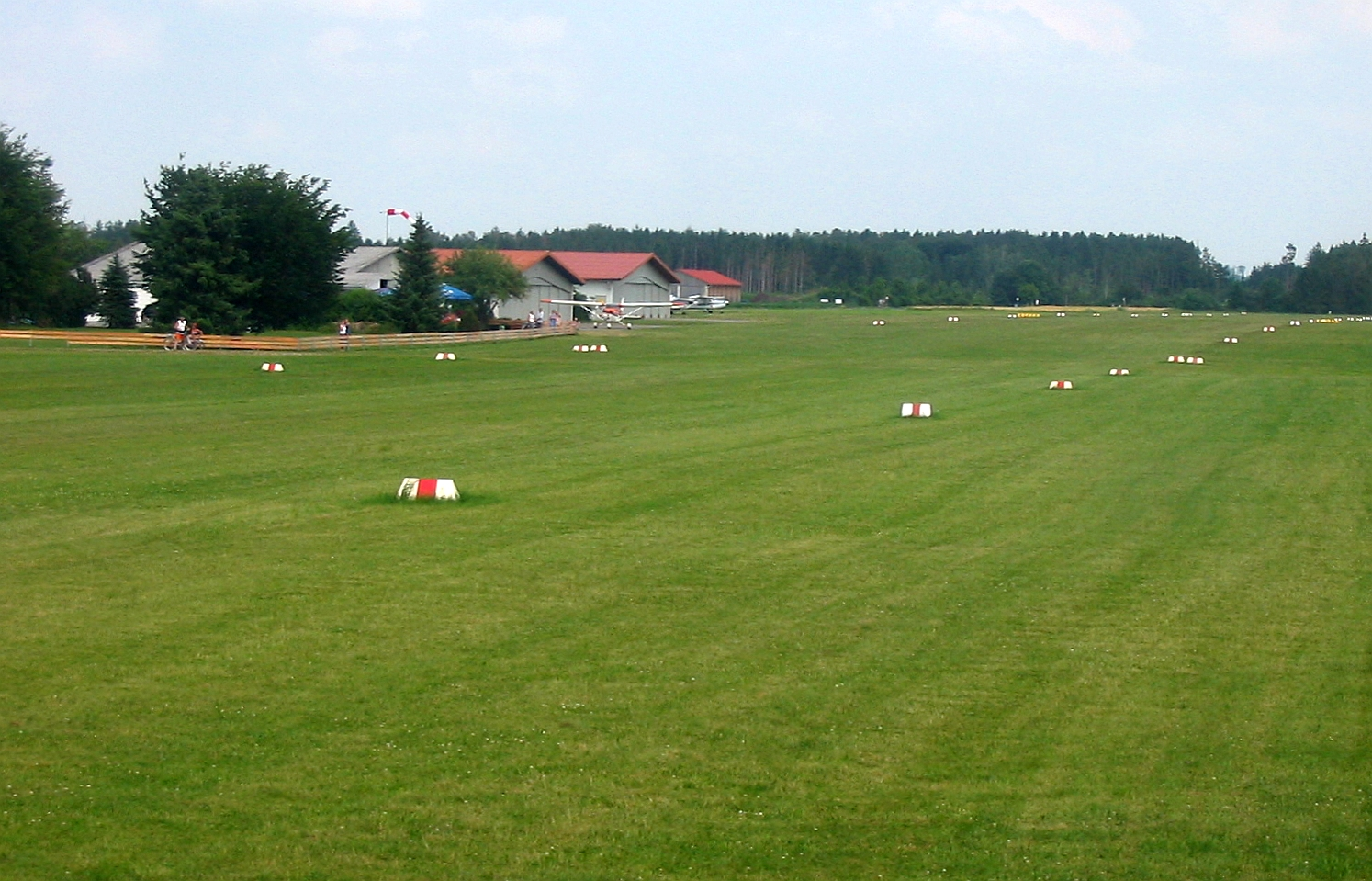
Ansicht der Graspiste, im Hintergrund die Flughafengebäude

Der Flugplatz Bad Wörishofen-Nord (ICAO-Code: EDNH) ist ein Sonderlandeplatz im bayerischen Landkreis Unterallgäu.

## Lage
Der Flugplatz befindet sich etwa zwei Kilometer nordöstlich von Bad Wörishofen und drei Kilometer südlich der Bundesautobahn 96 München-Lindau. Direkt am westlichen Ende der Landebahn verläuft die Staatsstraße 2015. Naturräumlich liegt er im Tal der Wertach. Drei Kilometer östlich des Platzes befindet sich der bewaldete Höhenrücken des Heisteigs. Nordöstlich liegt das Lechfeld und nördlich das Hügelland der Stauden.

## Infrastruktur
Der Flugplatz hat eine Graspiste mit einer Länge von 805 m. Am Platz befinden sich einige Flugzeughallen sowie ein Restaurant.

## Geschichte, Name
Unmittelbar südlich angrenzend an den heutigen Flugplatz befand sich im Zweiten Weltkrieg ein Flugfeld der Luftwaffe. Der Platz entstand 1934 zunächst als Segelfluggelände und wurde ab 1936 zu einem Einsatzhafen Bad Wörishofen mit Hangars, Werkstätten und einem Kasernenbereich ausgebaut. Der Flugplatz war 1938 einsatzbereit und erhielt im Folgejahr noch einen Bahnanschluss zu einem neuen Tanklager.:481
Das militärisch genutzte Flugfeld wurde nach dem Krieg aufgelassen und überbaut. Geblieben ist der Zusatz Nord im Namen des Flugplatzes Bad Wörishofen-Nord, auch wenn das südlich gelegene Flugfeld nicht mehr existiert.

## Zwischenfälle
- Am 4. September 2011 verunglückte ein historischer Doppeldecker Bücker Bü 131, der in Bad Wörishofen stationiert und gestartet war, beim Flugtag in Kirchheim-Hahnweide. Das Fluggerät blieb bei der Notlandung in einem Acker stecken und wurde zerstört.[4]
- Am 16. Juni 2016  setzte eine einmotorige Cessna 206 bei der Landung mehrfach hart auf. Das Flugzeug wurde schwer beschädigt[5]:14
- Am 11. Oktober 2019 stürzte ein Ultraleichtflugzeug beim Landeanflug auf Bad Wörishofen wegen Treibstoffmangels ab. Der Pilot löste das Gesamtrettungssystem aus und konnte auf einem Feldweg notlanden, wobei das Flugzeug schwer beschädigt wurde.[6]

## Sonstiges
Etwa einen Kilometer nordwestlich, innerhalb der Platzrunde, befindet sich der Segelflugplatz Bad Wörishofen.